# Linnea Sinclair
Œuvres principales
- Gabriel's Ghost
- Série Dock Five

Linnea Sinclair, née le 15 octobre 1954 dans le New Jersey aux États-Unis, est un écrivain primé de romance futuriste (Science Fiction Romance), de romantic fantasy (Romance Fantasy) et de romance paranormale (Paranormal Romance). Son roman Gabriel's Ghost a remporté le prix RITA 2006 dans la catégorie Meilleure romance paranormale. Elle a utilisé le pseudonyme de Megan Sybil Baker. Ancienne journaliste d'investigation et détective privé à la retraite, elle réside à Naples, en Floride l'hiver et à Columbus, Ohio l'été avec son mari Robert Bernadino et leurs deux chats.

## Biographie
Linnea Sinclair est née le 15 octobre 1954 dans le New Jersey aux États-Unis. Elle a étudié le journalisme et la criminologie à l'Université Bloomington d'Indiana (1972-1975) et à l'Université de l'État de Floride.
Sinclair est une ancienne journaliste d'investigation et un ancien détective privé dans la région de la Floride Centrale, qui a écrit pour de nombreuses revues d'investigation privées. Elle a été propriétaire de l'agence Island Investigations,.
Elle a déclaré commencer à écrire dès qu'elle a pu mettre ses doigts autour d'un crayon. Sa première vente professionnelle a été le romantic fantasy Wintertide publié en 1999 chez LTDBooks. Depuis 2004, elle est publiée par Bantam Books. Son agent est Kristin Nelson de l'agence Nelson Literary Agency,. Elle est souvent invitée à donner des conférences et à intervenir dans des ateliers pour les écrivains.

## Travail

### Genre
Le site web de Linnea Sinclair la définit comme « un auteur de romance futuriste ». Néanmoins, elle a aussi écrit des romantic fantasy et des romances paranormales. Elle a déclaré aimer le terme de "space opera", et ses livres Finders Keepers  et Destiny's Game ont en effet été qualifiés ainsi,. Elle écrit parfois avec un bon sens de l'humour, et ses livres Finders Keepers  et An Accidental Goddess  ont été appelés «drôles»,. Dans une revue de Gabriel's Ghost, Vicky Burkholder a écrit que «Linnea mélange la science-fiction, la romance, la construction de mondes et le paranormal».

### Processus de création
Sinclair a dit qu'elle démarrait toujours par un «Que se passerait-il si» impliquant deux protagonistes, un homme et une femme et à «envelopper le monde, le cadre» autour de cette histoire. Elle a également dit que ses livres se déroulent dans la tête un peu comme un film, en ce sens qu'elle commence à écrire la première page et qu'elle se contente de continuer.

### Écrivain et Détective Privé
Sinclair intègre son expérience en tant que détective privé (abrégé en "PI" en anglais) dans son travail. Le protagoniste masculin de son roman The Down Home Blues Zombie est un détective criminel dans une ville de Floride. Plusieurs de ses nouvelles sont basées sur un enquêteur psychique (Psychic Investigator, également abrégé en "PI").
Alors qu'elle était encore un détective privé en activité et qu'elle publiait chez LTDBooks, elle a utilisé le pseudonyme de Megan Sybil Baker. Selon son site Web, elle pensait que ses clients n'apprécieraient pas que la personne qui gardait leurs secrets en tant que détective privé publie aussi de la fiction. Elle s'était déjà créé le pseudonyme Baker quand elle avait environ dix ans.

### Furzels et chats
Le roman de Sinclair Games of Command  et la nouvelle Of cats, Uh, Furzels and Kings  mettent en scène des créatures félines télépathiques appelé «Furzels". Sinclair a déclaré que ceux-ci sont inspirés par ses deux chats, Daiquiri (surnommé Daq) et Miss Doozy.

## Travaux publiés

### Série Wintertide
- Wintertide  (1999, LTDBooks, en tant que Megan Sybil Baker; juin 2004, Medallion Press)
- An Accidental Goddess  (octobre 2002, LTDBooks, en tant que Megan Sybil Baker; janvier 2006, Bantam Books)

### SérieDock Five
Ces romans sont écrits dans l'ordre chronologique, mais avec des protagonistes différents.
- Gabriel's Ghost (avril 2002, LTDBooks, en tant que Megan Sybil Baker; octobre 2005, Bantam Books.) Protagonistes : Chasidah Bergen et Gabriel Sullivan

Lauréat 2006 du Prix RITA, pour la meilleure romance paranormale
- Shades of Dark  précédemment appelé Chasidah's Choice   (juillet 2008, Bantam Books.) Protagonistes : Chasidah Bergen et Gabriel Sullivan

Prix PEARL 2008 de la meilleure romance futuriste / Fantasy.
- Hope's Folly (24 février 2009, Bantam Books.) Protagonistes : Philippe Guthrie (ex-mari de Chasidah Bergen) et Rya Bennton

Prix PEARL, 2009 de la meilleure Romance Futuriste / Fantasy
- Rebels and Lovers (mars 2010, Bantam Books.) Les protagonistes : Makaiden Malloy et Devin Guthrie (frère de Philippe Guthrie)

### Romans indépendants
- Finders Keepers  (octobre 2001, Novel Books Inc, mai 2005, Bantam Books)

Prix Sapphire 2001, Prix EPPIE 2003, de la romance fantasy/futuriste/paranormale.
- Command Performance (avril 2002, Novel Books Inc)
- Destiny's Game (novembre 2002, Novel Books Inc)
- Games of Command (février 2007, Bantam Books)

Prix PEARL 2007, de la meilleure romance futuriste / fantasy
- The Down Home Zombie Blues  (novembre 2007, Bantam Books)

Mention honorable PEARL 2007, pour la meilleure romance futuriste
Lauréat 2008 du choix des critiques du Romantic Times pour la meilleure Romance Futuriste / Fantasy
Édité en collaboration avec JC Wilder:
- Dream Quest, Nine Spellbinding Paranormal Romances  (janvier 2003, LTDBooks), comprenant la nouvelle To Call the Moons de Sinclair (en tant que Megan Sybil Baker).

### Nouvelles
L'auteur a mis la plupart de ces histoires sur son Groupe Yahoo (elles ne sont pas en diffusion libre).
- To Dance With Death (1988, inédit)
- Gambit (2000)
- Silent Run (2001), situé dans le même univers que Finders Keepers
- How I Spent My Summer Vacation

Première au concours de nouvelles du Futures Magazine
- Macawley's List (2000)
- Of Cats, Uh, Furzels and Kings (2004)[22]
- Rhapsody In The Key of Death (2005)
- Courting Trouble (2010) dans Songs of Love & Death: All-original Tales of Star-crossed Love de Gardner Dozois et George R R Martin[23]